# Койчала
Ко́йчала — деревня в Шумском сельском поселении Кировского района Ленинградской области.

## История
Деревня Койчела упоминается на карте Санкт-Петербургской губернии Ф. Ф. Шуберта 1834 года.

КОЛЧАЛЫ — деревня принадлежит генерал-майорше Пистолькорс, число жителей по ревизии: 40 м. п., 40 ж. п. (1838 год)

КОНЧАЛА — деревня баронета Вилье, по просёлочной дороге, число дворов — 13, число душ — 42 м. п. (1856 год)

КОЙЧАЛА — деревня владельческая при реке Сари, число дворов — 9, число жителей: 29 м. п., 27 ж. п.  (1862 год)

В конце XIX века деревня административно относилась к Шумской волости 1-го стана Новоладожского уезда Санкт-Петербургской губернии, в начале XX века — 4-го стана.
Согласно данным переписи населения СССР 1926 года в деревне Койчала Ратницкого сельсовета Шумской волости Волховского уезда проживали 187 человек — все русские.
По данным 1933 года деревня называлась Кайчала и входила в состав Ратницкого сельсовета Мгинского района.

План деревни Койчела. 1941 год

Согласно топографической карте РККА 1941 года деревня называлась Койчело и насчитывала 30 дворов. В деревне находились две ветряных мельницы.
По данным 1966 и 1973 годов деревня Койчала находилась в подчинении Шумского сельсовета Волховского района.
По данным 1990 года деревня называлась Койчала и входила в состав Шумского сельсовета Кировского района.
В 1997 году в деревне Койчала Шумской волости проживали 7 человек, в 2002 году — 9 человек (все русские).
В 2007 году в деревне Койчала Шумского СП проживали 6 человек, в 2010 году — 10.

## География
Деревня расположена в восточной части района на автодороге 41К-534 (Валдома — Карпово).
Расстояние до административного центра поселения — 11 км.
Расстояние до ближайшей железнодорожной станции Войбокало — 9 км.
Деревня находится на правом берегу реки Ругала.
Деревня Койчала граничит с землями запаса и сельскохозяйственного назначения Шумского сельского поселения, и с землями Войбокальского участкового лесничества Кировского лесничества — филиала ЛОГУ «Ленобллес».

## Демография
| 1862 | 2007 | 2010 | 2011 | 2017 |
| ---- | ---- | ---- | ---- | ---- |
| 83   | ↘6   | ↗10  | ↘7   | ↘5   |

## Инфраструктура
По данным администрации на 2011 год деревня насчитывала 21 дом.